# Citernes romaines de Fermo
Les citernes romaines sont un site archéologique en hypogée de la Rome antique de la ville de Fermo, province de Fermo dans la région des Marches,.

## Historique
La datation conventionnelle les situe vers 40 apr. J.-C., basée sur la présence sur un mur d'un fragment de tuile portant le cachet d'un entrepreneur qui opérait dans ces années-là (Clodi Ambrosi). Le bâtiment est situé sous la Via Paccarone et en partie sous l'ancien couvent des moines dominicains, à côté de l'église San Domenico. De l'extérieur, la structure n'est pas visible car plusieurs maisons privées y ont été construites. L'entrée de la structure a été créée à l'époque moderne à partir de la via degli Aceti, un passage créé lors de la construction du couvent en 1210. Il y a aussi une entrée secondaire depuis Vicolo Chiuso, normalement utilisée comme escalier de secours. Le seul escalier de l'époque romaine n'est visible que de l'intérieur de la structure, sa sortie a été récemment murée.

## Description
Alors que le forum romain se dressait probablement à la surface, la structure souterraine mesure environ 2 200 m2 et se compose de trente salles disposées sur trois rangées parallèles, dans lesquelles l'eau de pluie était collectée pour être distribuée à la ville. Jusqu'en 1980, six salles étaient utilisées pour collecter l'eau destinée à la consommation de la ville, alimentée par les sources des monts Sibyllins.
Vers 1960, toutes les pièces furent enfin nettoyées des débris accumulés au fil des siècles qui avaient rendu impossible l'accès à de nombreuses pièces, révélant une structure pratiquement intacte après 2 000 ans.
Actuellement, les citernes constituent l'une des meilleures traces de la Rome antique à Fermo. Ce qui frappe dans ce site, c'est sa taille considérable et l'excellent état de conservation de la structure. À l'intérieur des pièces, on peut voir les techniques de construction en opus caementicium des murs d'enceinte, les traces de l'enduit imperméable appelé opus signinum qui recouvrent un socle d'environ 70 cm et les briques utilisées pour diviser les pièces avec la technique dite du sac. Quinze puits d'aération et d'inspection, les canaux de drainage pour l'épuration et les deux tuyaux en plomb de différentes tailles qui permettaient la distribution de l'eau à travers les fontaines de la ville sont encore visibles.
Toutes les chambres souterraines sont accessibles et bien praticables.

## Galerie

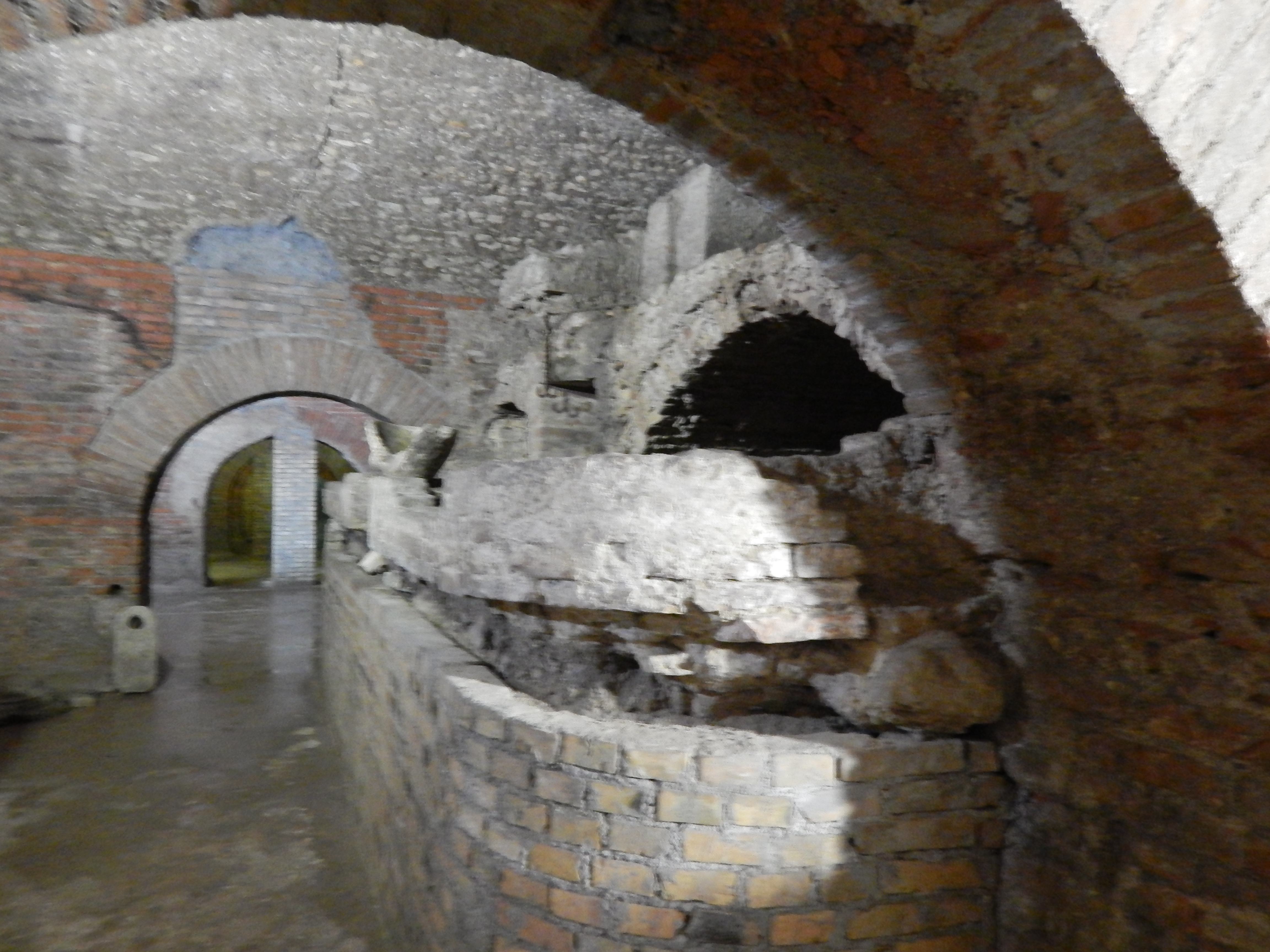
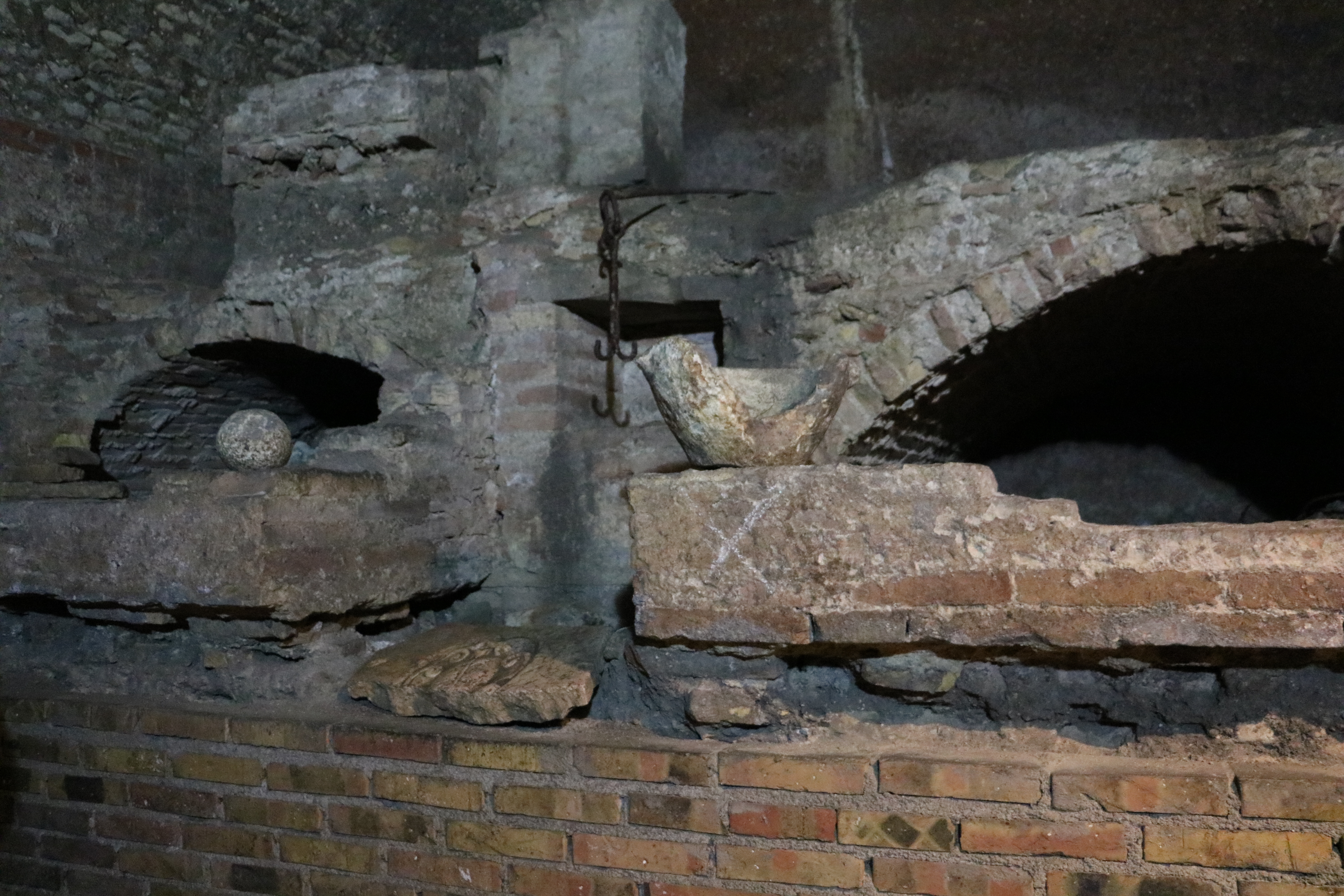